# هانتر شيفر
هانتر شيفر (بالإنجليزية: Hunter Schafer)‏ (مواليد 31 ديسمبر 1998) هي ممثلة وعارضة أزياء وناشطة لدعم المثليين أمريكية.

## حياتها
شيفر هي أنثى متحولة جنسيا. تحولت إلى انثى بعد تشخيصها باضطراب الهوية الجندرية في الصف الثالث متوسط. وفي عام 2019 اعلنت انها سحاقية. وفي عام 2021 اعلنت على تويتر انها ازدواجية التوجه الجنسي.

## الأعمال

### أفلام
| السنة | العنوان                                       | الدور                           | م.     |
| ----- | --------------------------------------------- | ------------------------------- | ------ |
| 2022  | حسناء                                         | روكا "روكا-تشان" واتانابي (صوت) | [ 10 ] |
| 2023  | مباريات الجوع: أغنية الطيور المغردة والثعابين | تايكر سنو                       | [ 11 ] |
| 2024  | كوكو                                          | غريتشن                          | [ 12 ] |
| 2024  | أنواع اللطف                                   | آنا                             | [ 13 ] |

### مسلسلات
| السنة     | العنوان        | الدور      | م.     |
| --------- | -------------- | ---------- | ------ |
| 2019–2022 | نشوة           | جولز فاوغن | [ 14 ] |
| 2025      | روبول دراغ ريس | نفسها      | [ 15 ] |